# Гемоглобинурия
Гемоглобинурия (от гемоглобин и др.-греч. οὖρον — «моча») — появление гемоглобина в моче.

## Причины гемоглобинурии
Обычно возникает вследствие гемолитической анемии, внутрисосудистого распада эритроцитов после переливания несовместимой крови, воздействия некоторых химических и биологических ядов, лекарственных веществ, при непереносимости их, ряда возбудителей инфекции, при обширных травмах и др.

## Виды
1. Пароксизмальная ночная гемоглобинурия. В основе развития заболевания лежит соматическая мутация гена PIG-A[3][4].
2. Маршевая гемоглобинурия. Может встречается у здоровых, физически крепких лиц после значительной нагрузки с участием мышц нижних конечностей после длительной ходьбы, марша, бега[5]. Происходит травмирование циркулирующих эритроцитов в сосудистом русле. Или отмечается необычное расположение сосудов, приближенность капиллярной сети к поверхности стопы и кисти;
3. Токсическая гемоглобинурия. Может являться следствием укусов ядовитых насекомых и животных, а также отравления различными веществами;
4. Холодовая пароксизмальная гемоглобинурия. Развивается вследствие длительного охлаждения организма.